# مقاطعة وادان
وادان مقاطعة من ولاية أدرار في شمال موريتانيا. معظم أراضي المقاطعة صحراوية، تتكون من بلدة واحدة وادان.

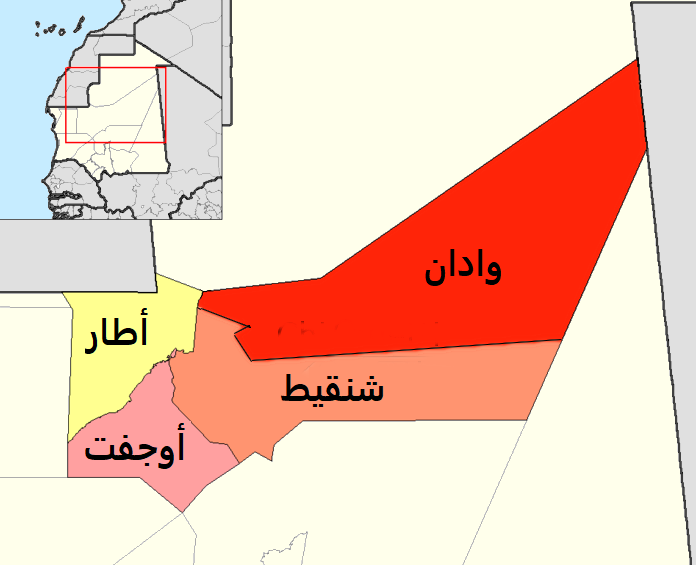